# Lista de deputados do Império do Brasil da 6.ª legislatura
Esta é a lista de deputados do Império do Brasil da 6.ª legislatura do Congresso Nacional. Inclui-se o nome civil dos parlamentares, o partido ao qual eram filiados na data da posse e a quantidade de votos que receberam para sua eleição, sua unidade federativa de origem, bem como outras informações. Esta legislatura da Câmara dos Deputados durou de 1845 a 1847, nos termos da Constituição Imperial de 1824.
Esta foi a sexta Legislatura da Câmara dos Deputados do Brasil, sendo a terceira do Segundo Reinado do Brasil.

## Presidência da Câmara de Deputados na 6.ª Legislatura[1]
| Nº | Nome do deputado                                    | Imagem | Período                                     | Província de origem |  | Partido             |
| -- | --------------------------------------------------- | ------ | ------------------------------------------- | ------------------- |  | ------------------- |
| 23 | Antônio Paulino Limpo de Abreu (Visconde de Abaeté) |        | 1° de janeiro de 1845 - 21 de junho de 1845 | Minas Gerais        |  | Partido Conservador |
| 24 | José Joaquim Fernandes Torres                       |        | 21 de junho de 1845 - 25 de junho de 1846   | Minas Gerais        |  | Liga Progressista   |
| 25 | Francisco Muniz Tavares                             |        | 25 de junho de 1846 - 2 de maio de 1847     | Pernambuco          |  | Partido Conservador |
| 26 | José Pedro Dias de Carvalho                         |        | 2 de maio de 1847 - 24 de junho de 1848     | Minas Gerais        |  | Partido Conservador |

## Lista de Parlamentares por Províncias[2]
| Deputados da 6ª Legislatura | Informações disponíveis |
| Província das Alagôas (5) | Província das Alagôas (5) |
| --- | --- |
| Henrique Marques de Oliveira Lisboa                                                                                                  | Coronel. Tomou posse apenas em abril de 1846. |
| José Tavares Bastos | Magistrado. Tomou posse em 19 de agosto de 1845. |
| Miguel do Sacramento Lopes Gama (Padre Carapuceiro)                                                                                  | Padre e jonalista. Tomou posse em 27 de abril de 1846, sendo antes substituído pelo Padre Affonso de Albuquerque Mello.                                                                       |
| Antônio Pereira Rebouças | Advogado. Tomou posse em 19 de agosto de 1845. |
| Alexandre Maria de Mariz Sarmento | Tomou posse em 19 de agosto de 1845. |
| Província da Bahia (14) | |
| Francisco Ramiro de Assis Coelho | Deputado reeleito. Magistrado. |
| Francisco Gonçalves Martins | Deputado reeleito. Futuro Senador e Visconde de São Lourenço. |
| Angelo Muniz da Silva Ferraz | Deputado reeleito. Futuro Barão de Uruguaiana e Senador da República. |
| Manoel Joaquim Pinto Pacca | Deputado reeleito. Coronel. |
| João Maurício Wanderley | Deputado reeleito. Futuro Barão de Cotegipe e Senador. |
| Luiz Antônio Barbosa de Almeida | Deputado reeleito. Magistrado. |
| Ernesto Ferreira França | Magistrado. Deputado reeleito. Futuro ministro do Supremo Tribunal. |
| José Alves da Cruz Rios | Deputado reeleito. Magistrado. Substituído pelo desembargador Joaquim Marcelino de Brito entre 1846 e 1847.                                                                                   |
| João José de Oliveira Junqueira | Jurista. Futuro ministro do Supremo Tribunal de Justiça. |
| José Ferreira Souto | Magistrado? Substituído em 1847 por Aprígio José de Souza. |
| Amâncio João Pereira de Andrade | Jurista |
| Francisco Antônio Ribeiro | Deputado reeleito e jurista |
| Manuel Maria do Amaral | |
| João José de Almeida Couto | Advogado e Magistrado |
| Província do Ceará (8) | |
| Antônio Pinto de Mendonça | Deputado reeleito. Padre da Igreja Católica. |
| Frederico Augusto Pamplona | Bacharel. Foi substituído em 1847 por José Vieira Rodrigues Carvalho e Silva. |
| Joaquim José da Cruz Secco | Magistrado |
| Carlos Augusto Peixoto de Alencar | Deputado reeleito. Padre da Igreja Católica. |
| Manuel Soares da Silva Bezerra | Magistrado, professor, teólogo, filósofo, ensaísta e jornalista. Representante do catolicismo ultramontano no Ceará. Comendador da Ordem de São Gregório Magno e da Imperial Ordem de Cristo. |
| Vicente Ferreira de Castro e Silva                                                                                                   | Deputado reeleito. Era irmão do ex-deputado nacional Manuel do Nascimento Castro e Silva. |
| João Fernandes de Barros | Jurista. Foi substituído por alguns meses em 1845 por José Vieira Rodrigues Carvalho e Silva.                                                                                                 |
| Thomaz Pompeu de Sousa Brasil | Era suplente do Padre José da Costa Barros. Jornalista e jurista. |
| Província do Espírito Santo (1) | |
| José Francisco de Andrade Almeida Monjardim                                                                                          | Coronel |
| Província do Goyaz (2) | |
| D. Manuel de Assis Mascarenhas | Magistrado. Irmão do deputado antecessor José. |
| Antonio Ferreira dos Santos Azevedo                                                                                                  | Deputado reeleito |
| Província do Maranhão (4) | |
| João José de Moura Magalhães | Magistrado |
| José Jansen do Paço | Bacharel, jurista |
| José Thomaz dos Santos e Almeida | Magistrado |
| Joaquim Franco de Sá | Deputado reeleito. Magistrado e futuro Senador |
| Província de Mato Grosso (1) | |
| José Joaquim de Carvalho | Deputado reeleito e Militar |
| Província de Minas Gerais (20) | |
| Antonio Paulino Limpo de Abreu | Deputado reeleito desde a Primeira legislatura. Tornou-se Visconde de Abaeté e Senador do Império.                                                                                            |
| José Pedro Dias de Carvalho | Deputado reeleito. Futuro Senador do Império. |
| Antonio da Costa Pinto | Deputado reeleito e Magistrado. |
| Theophilo Benedicto Ottoni | Deputado reeleito. Futuro Senador do Império |
| Gabriel Getulio Monteiro de Mendonça                                                                                                 | Deputado reeleito. Ex-presidente das Províncias da Paraíba e do Espírito Santo. |
| José Antônio Marinho | Deputado reeleito e Padre da Igreja Católica |
| José Joaquim Fernandes Torres | Deputado reeleito, jurista e professor de direito. |
| Joaquim Antão Fernandes Leão | Deputado reeleito, jurista, bacharel. |
| José Feliciano Pinto Coelho da Cunha                                                                                                 | Militar. Descendente de Pêro Coelho e de Fernão Dias Paes Leme. Futuro Barão de Cocais. Foi deputado geral anteriormente.                                                                     |
| Antônio Thomaz de Godoy | Magistrado |
| Herculano Ferreira Penna | Deputado reeleito. Jornalista e professor. Foi substituído em 1847 por Francisco Diogo Pereira de Vasconcelos.                                                                                |
| Paulo Barbosa da Silva | Brigadeiro. Foi substituído em 1846 por Francisco Diogo Pereira de Vasconcelos e em 1847 por Luiz Antonio Barbosa.                                                                            |
| Pedro de Alcantara Cerqueira Leite                                                                                                   | Deputado reeleito. Magistrado e Futuro Barão de São João Nepomuceno. |
| Francisco de Salles Torres Homem | Advogado, médico e jornalista. Foi eleito deputado em 1842 pelo Ceará, antes da dissolução da Câmara. Futuro Visconde.                                                                        |
| José Jorge da Silva | Deputado reeleito. Jurista, bacharel. |
| Fernando Sebastião Dias da Motta | Bacharel |
| Joaquim Cândido Soares de Meirelles                                                                                                  | Médico |
| Manuel de Mello Franco | Médico |
| Tristão Antônio de Alvarenga | Bacharel |
| Manuel Odorico Mendes | Poeta, jornalista, tradutor e ex-deputado pelo Maranhão da 1ª e da 2ª Legislaturas. |
| Província do Pará (3) | |
| Bernardo de Souza Franco | Deputado reeleito. Futuro Visconde de Souza Franco e Senador. |
| Manuel Paranhos da Silva Veloso | Magistrado |
| Marcos Antônio Brício | Futuro Barão de Jaguarary |
| Província da Parahyba do Norte (5)                                                                                                   | |
| João Coelho Bastos | Deputado reeleito |
| Miguel Joaquim Ayres do Nascimento                                                                                                   | Bacharel, jurista |
| Felizardo Toscano de Brito | Bacharel, jurista |
| Benedito Marques da Silva Acauã | Bacharel, jurista |
| Nicolau Rodrigues dos Santos França Leite                                                                                            | Deputado reeleito. Bacharel, jurista |
| Província de Pernambuco (13) | |
| Antônio Affonso Ferreira | Magistrado. Substituído por José Bento da Cunha Figueiredo (1847). |
| Urbano Sabino Pessoa de Mello | Deputado reeleito. Magistrado. |
| Joaquim Nunes Machado | Deputado reeleito. Magistrado. |
| Antonio Joaquim de Mello | Deputado reeleito. Religioso. Em 1847, foi substituído por Álvaro Barbalho Uchôa Cavalcanti.                                                                                                  |
| Manoel Mendes da Cunha Azevedo | Deputado reeleito. Professor de direito. |
| Manoel Ignácio de Carvalho Mendonça                                                                                                  | Deputado reeleito. Militar. |
| Antônio da Costa Rego Monteiro | |
| Jeronymo Vilella de Castro Tavares                                                                                                   | Professor de direito, advogado, jornalista e poeta satírico. |
| Francisco Muniz Tavares | Monsenhor. Foi deputado constituinte em Lisboa (1822) e da primeira constituinte do Brasil (1823).                                                                                            |
| Pedro Francisco de Paula Cavalcanti                                                                                                  | Deputado reeleito, mas não tomou posse. Futuro Visconde de Camaragibe e Senador. Foi substituído em 1845 por Uchôa Cavalcanti e depois pelo Visconde de Goiana.                               |
| Felix Peixoto de Brito e Mello | Magistrado |
| Francisco do Rego Barros | Deputado reeleito, mas não tomou posse. Barão e futuro Conde da Boa Vista. Futuro Senador. Foi sempre substituído por José Pedro da Silva.                                                    |
| Felipe Lopes Neto | Jurista, diplomata e membro da Revolução Praieira. |
| Província do Piauhy (2) | |
| José Ildefonso de Souza Ramos | Futuro Visconde de Jaguarary |
| Francisco de Souza Martins | Deputado reeleito. Bacharel. Foi substituído em 1847 pelo Conde do Rio Pardo. |
| Província do Rio de Janeiro (10) | |
| Saturnino de Souza e Oliveira | Jurista e tenente-coronel. Membro do Partido Liberal. Ex-presidente da província do Rio Grande do Sul. Futuro Senador.                                                                        |
| Thomaz Gomes dos Santos | Médico e futuro Presidente do Rio de Janeiro. |
| Manuel de Jesus Valdetário | Magistrado |
| Manuel José de Souza França | Advogado |
| João Paulo dos Santos Barreto | Militar e ex-Ministro da Guerra. |
| D. Manuel do Monte Rodrigues de Araújo                                                                                               | Conde de Irajá e Bispo do Rio de Janeiro |
| Antônio José da Veiga | Magistrado |
| Joaquim Francisco Alves Branco Muniz Barreto                                                                                         | Magistrado |
| Januário da Cunha Barbosa | Padre e jornalista. Faleceu durante o mandato, sendo substituído pelo Visconde do Uruguai. |
| Josino do Nascimento Silva | Magistrado e ex-deputado provincial do Rio de Janeiro. |
| Província do Rio Grande do Norte (1)                                                                                                 | |
| André de Albuquerque Maranhão Junior                                                                                                 | Ex-presidente das Províncias da Paraíba e do Rio Grande do Norte. Foi substituído em diferentes meses pelo suplente Bacharel Francisco de Queiroz Coutinho Mattoso Câmara.                    |
| Província de Santa Catarina (1) | |
| Jeronymo Francisco Coelho | Deputado reeleito e Brigadeiro |
| Província de São Paulo (9) | |
| Raphael Tobias de Aguiar | Militar |
| Francisco Antônio de Souza Queiroz                                                                                                   | Coronel e futuro senador. |
| Antonio Carlos Ribeiro de Andrada Machado e Silva                                                                                    | Deputado reeleito e Magistrado. Nomeado Senador em maio de 1845, sendo substituído por José Christiano Garção Stockler.                                                                       |
| Francisco Alvares Machado de Vasconcellos                                                                                            | Deputado reeleito e Médico. Faleceu em 1846, sendo substituído por João da Silva Carrão. |
| Antônio Manuel de Campos Mello | Jurista. Substituído por alguns dias em 1846 por Felício Pinto Coelho de Mendonça e Castro.                                                                                                   |
| Não consta nos Anais | |
| Não consta nos Anais | |
| Não consta nos Anais | |
| Não consta nos Anais | |
| Província de São Pedro do Rio Grande do Sul (0) (Segundo os Anais do Parlamento, a Província não elegeu deputados nesta legislatura) | |
| - | - |
| - | - |
| - | - |
| Província de Sergipe (2) | |
| José de Barros Pimentel | Deputado reeleito. Substituído em 1845 por Francisco José da Silva. |
| José de Sá Bittencourt e Câmara | Brigadeiro. Substituído em 1846-47 por Francisco José da Silva. |

Fonte: Arquivo do Império brasileiro. Annaes do Parlamento Brasileiro. Rio de Janeiro: Typographia de H.J.Pinto, 1878. Disponível em: https://memoria.bn.br/DocReader/DocReader.aspx?bib=132489&pagfis=7299